# ديفيد كيلين
ديفيد كيلين (بالإنجليزية: David Keilin)‏ (21 مارس 1887 - 27 فبراير 1963) هو خبير فيعلم الحشرات.
انتقلت عائلته إلى وارسو في فترة طفولته ولم يلتحق بالمدرسة حتى سن العاشرة بسبب الربو وبعض المشاكل الصحية التي لازمته، وبعد سبع سنوات فقط التحق جامعة لياج، ثم درس بعد ذلك في كلية مادلن من جامعة كامبردج وأصبح بعد ذلك مواطنًا بريطانيًا.

## انجازاته وجوائزه
انتخب كيلين كزميل في الجمعية الملكية عام 1926، وفاز بالقلادة الملكية في عام 1939 ووسام كوبلي في عام 1951.